# Henri Dutrochet
Henri Drutochet (Néons-sur-Creuse, 14 de novembre de 1776- París, 4 de febrer de 1847) va ser un botànic francès conegut sobretot per ser l'iniciador de la teoria cel·lular i per descobrir el procés de l'osmosi. El gènere de plantes Trochetia rep aquest nom en el seu honor.

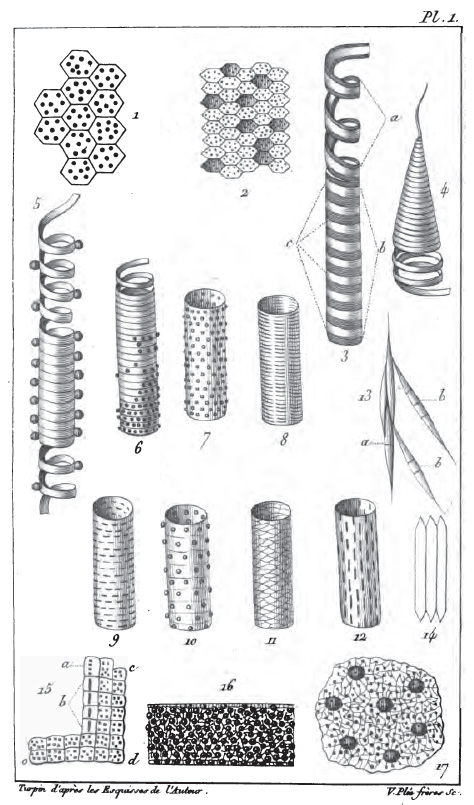
Cèl·lula dissenyada per Turpin sobre un esquema de Dutrochet, 1824

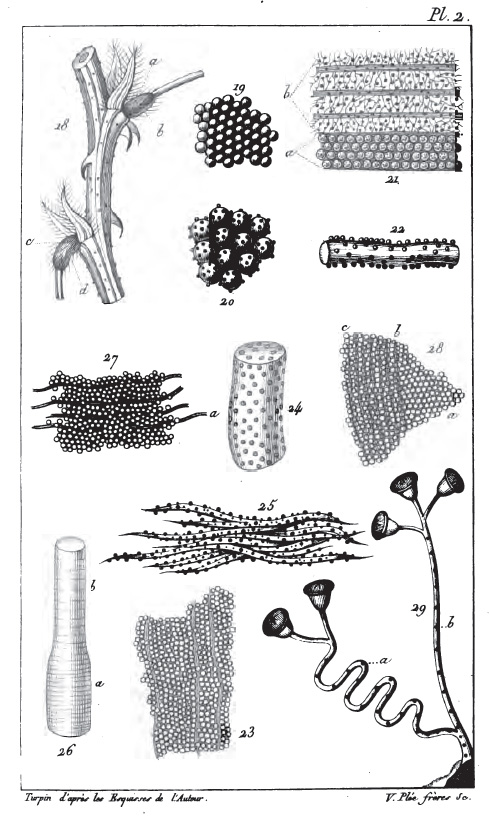
Disseny de Turpin sobre un esquema de Dutrochet, 1824

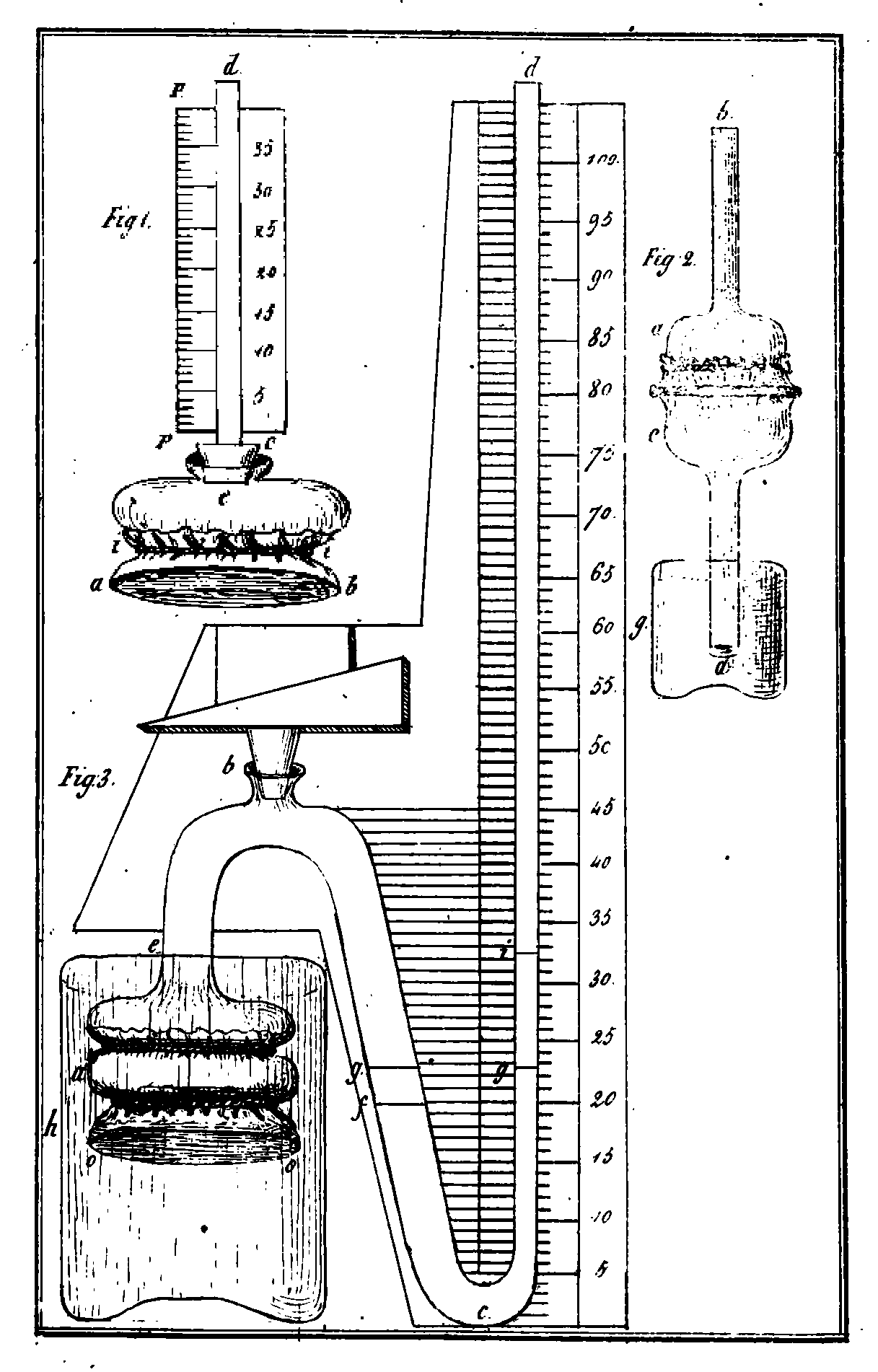
Endosmòmetre de Dutrochet, de Nouvelles Recherches sur l'Endosmose et l'Exosmose

La seva família era aristocràtica i a conseqüència de la Revolució francesa el seu pare emigrà a Anglaterra mentre Henri i la seva mare van romandre a França. Henri l'any 1799 va ingressar a l'Acadèmia Naval de Rochefort; però aviat deixà la carrera militar i es va retirar amb la seva mare a Charreau per a gestionar la finca agrícola familiar.
El 1802, començà a estudiar medicina a París; l'any 1808 ja era metge militar i participà en la campanya d'Espanya exercint de metge a Burgos on va contraure el tifus i es va retirar novament a Charreau.
Inspirat per la lectura de l'obra de Spallanzani, es va dedicar a estudiar les ciències naturals. Havent adquirit un microscopi es va interessar pels rotífers i l'heliotropisme de les plantes. Henri era partidari de la teoria del Vitalisme, identificà la vida en el moviment i la mort en el cessament del moviment:
Va fer la hipòtesi sobre l'existència de porus que permetrien la difusió de substàncies a través de la cèl·lula empeses pel corrent osmòtic La seva obra Recherches sur l'accroissement et la reproduction des végétaux, aparegué en les Mémoires du muséum d'histoire naturelle del 1821 li valgueren un preni de l'Académie française per la fisiologia experimental. El 1837 publicà les Mémoires pour servir a l'histoire anatomique et physiologique des végétaux et des animaux, un recull sobre la seva tasca en biologia.
Va tenir contacte amb els científics contemporanis seus (Georges Cuvier, Jean-Baptiste de Lamarck, Etienne Geoffroy Saint-Hilaire, etc.). Va ser escollit membre de l'Acadèmia Francesa de Ciències i membre de la Royal Horticultural Society a Londres.